# Objaw skarpetkowy
Objaw skarpetkowy – objaw patologiczny, charakterystyczny dla zaburzeń przepływu krwi w naczyniach krwionośnych, częstych zwłaszcza w cukrzycy. Objaw skarpetkowy jest dodatni, gdy po opuszczeniu uniesionej stopy dochodzi w ciągu 1-2 minut do jej sinego zabarwienia, ujawniającego wynikłą z niedokrwienia hipoksję.